# Aleksandar Nedeljković
Aleksandar Nedeljković, cyr. Александар Недељковић (ur. 27 października 1997 we Vranju) – serbski siatkarz, grający na pozycji środkowego. 

## Sukcesy klubowe
Superpuchar Polski:
- 2017

Liga polska:
- 2018

Liga czeska:
- 2022[7]

Liga niemiecka:
- 2023[8]